# Thomas Engqvist
Thomas Engqvist, född 6 december 1963, är sedan 1993 internationell mästare i schack. Moderklubben SK 33, Enköping började han spela i 1976. Han blev den yngste Enköpingsmästaren genom tiderna 1978-1980. Från 1995 har han spelat för Sveriges genom tiderna starkaste klubb SK Rockaden i Stockholm och bidragit till att förstalaget vunnit lag-SM i schack 1996-1998, 2001, 2004, 2008, 2009, 2014 och 2016. Några av hans individuella meriter är seger i Tusenmannaschacket 1986 och två tredjeplatser i SM i Borlänge 1992 samt SM i Lindesberg 1993. Han uppnådde sitt hittills högsta Elo-tal 2440 år 1994. Han blev chefredaktör för den populära sajten Schacksnack i februari 2014 och har även etablerat sig som författare med den engelska schackboken Petrosian: move by move som utgavs i juni 2014 på förlaget Everyman chess. Den blev nominerad till årets bok 2014 på det brittiska schackförbundets kortlista. I slutet av 2015 gavs Stein: move by move ut av samma förlag. 2016 publicerades Chess Strategy for Kids genom det engelska förlaget Gambit. I början av 2017 publicerades Réti: move by move av Everyman Chess. I slutet av 2018 publicerades 300 Most Important Positions av Batsford Chess. 2019 skrev han tillsammans med frilansjournalisten Robert Okpu för Sportförlaget sin första bok på svenska: Schackets mästare - I huvudet på Ulf Andersson. 2020 publicerades hans andra "300-bok" 300 Most Important Tactical Chess Positions utgiven av Batsford . Sedan 2005 är han utbildad folkhögskolelärare med kultur, kommunikation och media som inriktning. Han arbetar för närvarande som lärare på Arlandagymnasiet.
Engqvists mest kända parti spelades mot Michael Wiedenkeller i SM i Göteborg 1990 där han levererade en revolutionerande nyhet i drag 8 i den dåtida huvudvarianten i Winawers motgambit som fick eko i schackvärlden.
Wiedenkeller - Engqvist, Sverigemästerskapet i Göteborg 1990 
1. d4 d5 2.c4 c6 3.Sc3 e5 4.cxd5 cxd5 5.Sf3 e4 6.Se5 f6 7.Da4+ Sd7 8.Sg4 Kf7!! 9.Se3 Sb6 10.Db3 Le6 11.a4 a5 12.g3 Se7 13.h4 Sc6 14.Sc2 Sb4 15.Lh3 Lxh3 16.Txh3 Dc8 17.Th1 Sxc2+ 18.Dxc2 Lb4 19.Db3 Dc4 20.Dxc4 Sxc4 21.Kd1 Lxc3 22.bxc3 b5 23.Tb1 bxa4 24.Tb7+ Ke6 25.Lf4 Thd8 26.Kc2 Td7 27.Txd7 Kxd7 28.Ta1 Ta7 29.Txa4 Tb7 30.Lc1 h5 31.f3 exf3 32.exf3 Kc6 33.Kd3 Te7 34.Txc4+ dxc4+ 35.Kxc4 Te1 36.d5+ Kd7 37.La3 Te3 38.Lf8 g5 0:1